# Chattanooga Valley
Chattanooga Valley é uma Região censo-designada localizada no estado americano de Geórgia, no Condado de Walker.

## Demografia
Segundo o censo americano de 2000, a sua população era de 4065 habitantes.

## Geografia
De acordo com o United States Census Bureau tem uma área de
19,5 km², dos quais 19,5 km² cobertos por terra e 0,0 km² cobertos por água.

## Localidades na vizinhança
O diagrama seguinte representa as localidades num raio de 12 km ao redor de Chattanooga Valley.